# Слободан Праљак
Слободан Праљак (Чапљина, 2. јануар 1945 — Хаг, 29. новембар 2017) био је хрватски филмски редитељ, политичар, генерал и ратни злочинац. Правоснажно је суђен 29. новембра 2017. године од стране Хашког трибунала на 20 година затвора за злочине над Муслиманима у Босни и Херцеговини и удружени злочиначки подухват са државним врхом Републике Хрватске на челу са Фрањом Туђманом што је прва пресуда тог суда која укључује учешће једне суседне државе у рату у Босни и Херцеговини. Као генерал Хрватске војске Слободан Праљак је служио у рату у Хрватској, а потом као генерал Хрватског вијећа одбране у муслиманско-хрватском сукобу, када су, између осталог, снаге под његовом командом 1993. срушиле Стари мост у Мостару. Осим тога Праљак је познат и као један од хрватских генерала који је у току и након ратова стекао богатство које је Хашки трибунал проценио на 6,5 милиона евра. Праљак се налази међу шест хрватских политичара и официра којима Међународни суд за ратне злочине почињене на подручју бивше Југославије, судио због оптужби за ратне злочине у рату у Босни и Херцеговини.

## Биографија
Слободан Праљак дипломирао је електротехнику на Загребачком Свеучилишту. Након дипломирања радио је у позоришту, ТВ, те предавао филозофију и социологију у Загребу. 1989. године је снимио играни филм Повратак Катарине Кожул, али постао један од истакнутих чланова новостворене десничарске и националистичке Хрватске демократске странке (ХДС).
Пажњу јавности је привукао када је 1991. се након избијања рата прикључио као добровољац новоствореним снагама ХВ и формирао јединицу састављену од загребачких уметника и интелектуалаца са којом је заузео положаје у Суњи. Иако није имао никаквог војног образовања, са њоме је успешно бранио тај положај од технички надмоћних снага ЈНА и РСК. Након Сарајевског примирја је стекао чин генерал-бојника и добио низ одговорних дужности у Министарству одбране, те једног од 14 чланова "Вијећа националне обране". 13. маја 1993. именован је за представника Министарства обране Републике Хрватске у ХЗ Херцег-Босни и ХВО-у, а после је постао заповедник снага ХВО.

## Оптужница пред судом у Хагу
Заједно с хрватским официрима Валентином Чорићем, Јадранком Прлићем, Миливојем Петковићем, Бруном Стојићем и Берсилавом Пусићом тужилаштво МКСЈ-а је подигло оптужницу против Слободана Праљка због ратних злочина. Оптужница их терети за агресију РХ на БиХ и за Бошњачко-хрватски сукоб, а посебна важност Праљка за оптужницу је његов висок положај у Хрватској војсци и његов службени положај војног представника Хрватске у Херцег-Босни.
Дана 29. маја 2013, осуђен је на 20 година затвора због ратних злочина и злочина против човечности.

## Осуда за ратне злочине и удружени злочиначки подухват
Међународни суд за ратне злочине на простору бивше Југославије 29. новембра 2017. потврђује неправомоћну првостепену пресуду против Слободана Праљка из 2013. за злочине над Муслиманима те га осуђује на 20 година затвора са осталих 5 оптужених Хрвата у случају "Босанска Шесторка" где су сви заједно добили 111 година затвора.
Жалбено веће Хашког суда утврдило је 29. новембра 2017. да је у случају "Хрватске шесторке" постојао удружени злочиначки подухват зарад стварања "Велике Хрватске" државе, да је постојао међународни оружани сукоб уз стање окупације од суседне државе уз учешће Републике Хрватске и њеног државног врха на челу са Фрањом Туђманом у удруженом злочиначком подухвату.

## Инцидент у судници
Под непознатим околностима, имајући у виду ригорозне безбедносне провере у згради хашког суда, на дан изрицања пресуде Слободан Праљак уноси отров у бочици у судницу, чувши пресуду и изречену казну за себе изјављује:
Суци, Слободан Праљак није ратни злочинац, са пријезиром одбацујем вашу пресуду.
Након изјаве испија отров а судија прекида изрицање пресуде паузом. Осуђени Праљак изведен је из суднице и у колима хитне помоћи превезен у болницу где убрзо умире.
Након драматичног инцидента, изрицање пресуде наставља се у судници број 1, како би се у судници број 3 у којој се десио инцидент утврдиле чињенице самог догађаја на дан изрицања пресуде.
У наставку изрицања пресуде потврђене су казне и Миливоју Петковићу, Валентину Ћорићу и Бериславу Пушићу, свима заједно на укупно 111 година затворске казне.